# Naschitti (Nuevo México)
Naschitti es un lugar designado por el censo ubicado en el condado de San Juan en el estado estadounidense de Nuevo México. En el Censo de 2010 tenía una población de 301 habitantes y una densidad poblacional de 46,15 personas por km².

## Geografía
Naschitti se encuentra ubicado en las coordenadas 36°3′45″N 108°40′48″O / 36.06250, -108.68000. Según la Oficina del Censo de los Estados Unidos, Naschitti tiene una superficie total de 6.52 km², de la cual 6.49 km² corresponden a tierra firme y (0.48%) 0.03 km² es agua.

## Demografía
Según el censo de 2010, había 301 personas residiendo en Naschitti. La densidad de población era de 46,15 hab./km². De los 301 habitantes, Naschitti estaba compuesto por el 0.33% blancos, el 0% eran afroamericanos, el 96.35% eran amerindios, el 0% eran asiáticos, el 0% eran isleños del Pacífico, el 0.33% eran de otras razas y el 2.99% pertenecían a dos o más razas. Del total de la población el 2.66% eran hispanos o latinos de cualquier raza.